# ألبرت ألن بارتليت
ألبرت ألن بارتليت (بالإنجليزية: Albert Allen Bartlett)‏ (و. 1923 – 2013 م) هو فيزيائي، وأستاذ جامعي من الولايات المتحدة الأمريكية . ولد في شانغهاي .
وكان عضواً في الجمعية الفيزيائية الأمريكية، والجمعية الأميركية لتقدم العلوم .
توفي في بولدر، كولورادو ، عن عمر يناهز 90 عاماً.

## التعليم
تعلم في جامعة هارفارد

## روابط خارجية
- ألبرت ألن بارتليت على موقع IMDb (الإنجليزية)
- ألبرت ألن بارتليت على موقع قاعدة بيانات الفيلم (الإنجليزية)